# هزارواژه‌های فرهنگستان زبان و ادب فارسی
هزارواژه‌های فرهنگستان زبان و ادب فارسی نام عمومی واژه‌نامه‌های تخصصیِ دوزبانهٔ فارسی ـ انگلیسی است که از سال ۱۳۹۰ به‌بعد، از سوی فرهنگستان زبان و ادب فارسی منتشر شده‌است. ممارست طولانی در کار واژه‌گزینی، که به یافتن و ساختن ده‌هاهزار واژهٔ فارسی در برابر لغات و اصطلاحات بیگانه انجامیده‌است، گروه واژه‌گزینی فرهنگستان زبان و ادب فارسی را قادر ساخته تا دفترهایی که هرکدام مشتمل بر بیش از یک‌هزار واژهٔ مصوبِ این نهاد هستند، در بعضی از رشته‌های علمی انتشار دهد.
همهٔ اصطلاحاتی که در هر دفتر از هزارواژه‌ها آمده، از فرهنگ واژه‌های مصوب فرهنگستان زبان و ادب فارسی استخراج شده‌است.
انتشارِ این دفترها دسترسی استادان و پژوهشگران و نویسندگان و مترجمان هر رشته را به معادل‌های فارسی و لغات و اصطلاحات بیگانهٔ همان رشته آسان‌تر سازد و الگویی به دست آنان دهد تا خود نیز به همین سبک و سیاق واژه‌گزینی کنند.

## فهرست هزارواژه‌های منتشرشده
تاکنون ۲۳ دفتر از هزارواژه‌های فرهنگستان زبان و ادب فارسی از سوی این نهاد چاپ و منتشر شده‌است. فهرست این دفترها، به ترتیب شماره، از این قرار است:
۱ـ هزارواژهٔ زیست‌شناسی ۱ (مجموعه‌واژه‌های زیست‌شناسی عمومی، علوم گیاهی، علوم جانوری، ژن‌شناسی، پروتگان‌شناسی، میکرب‌شناسی)

۲ـ هزارواژهٔ پزشکی ۱ (مجموعه‌واژه‌های علوم‌پایهٔ پزشکی، پزشکی، دندانپزشکی، شنوایی‌شناسی، علوم سلامت، دامپزشکی)

۳ـ هزارواژهٔ فیزیک ۱ (مجموعه‌واژه‌های اپتیک، فیزیک، نجوم، نجوم رصدی و آشکارسازها)

۴ـ هزارواژهٔ علوم‌زمین ۱ (مجموعه‌واژه‌های زمین‌شناسی، ژئوفیزیک، علوم جوّ)

۵ـ هزارواژهٔ حمل‌ونقل ۱ (مجموعه‌واژه‌های حمل‌ونقل درون‌شهری ـ جاده‌ای، حمل‌ونقل دریایی، حمل‌ونقل ریلی، حمل‌ونقل هوایی)

۶ـ هزارواژهٔ علوم نظامی ۱

۷ـ هزارواژهٔ شیمی ۱

۸ـ هزارواژهٔ کشاورزی و منابع طبیعی (مجموعه‌واژه‌های کشاورزی ـ شاخه‌های زراعت و اصلاح نباتات و علوم باغبانی و علوم دامی، مهندسی منابع طبیعی ـ شاخهٔ جنگل و محیط‌زیست)

۹ـ هزارواژهٔ حمل‌ونقل ۲ (مجموعه‌واژه‌های حمل‌ونقل درون‌شهری ـ جاده‌ای، حمل‌ونقل دریایی، حمل‌ونقل ریلی، حمل‌ونقل هوایی)

۱۰ـ هزارواژهٔ علوم‌زمین ۲ (مجموعه‌واژه‌های اقیانوس‌شناسی، زمین‌شناسی، ژئوفیزیک، علوم جوّ)

۱۱ـ هزارواژهٔ پزشکی ۲ (مجموعه‌واژه‌های اَرتاپزشکی، اعتیاد، پیوند، روان‌شناسی، شنوایی‌شناسی، علوم پایهٔ پزشکی، علوم تشریحی، علوم دارویی، علوم سلامت، مدیریت سلامت، میکرب‌شناسی)

۱۲ـ هزارواژهٔ هنر ۱ (مجموعه‌واژه‌های سینما و تلویزیون، موسیقی، هنرهای تجسمی، هنرهای نمایشی)

۱۳ـ هزارواژهٔ علوم انسانی ۱ (مجموعه‌واژه‌های آینده‌پژوهی، اقتصاد، باستان‌شناسی، جامعه‌شناسی، زبان‌شناسی، علوم سیاسی و روابط بین‌الملل، علوم کتابداری و اطلاع‌رسانی، مدیریت پروژه)

۱۴ـ هزارواژهٔ علوم مهندسی ۱ (مجموعه‌واژه‌های جوشکاری و آزمایش‌های غیرمخرّب، قطعات و اجزای خودرو، مشترک علوم مهندسی، مهندسی بسپارـ شاخه‌های رنگ و تایر، مهندسی خوردگی، مهندسی شیمی، مهندسی مواد و متالورژی)

۱۵ـ هزارواژهٔ علوم مهندسی ۲ (مجموعه‌واژه‌های رایانه و فناوری اطلاعات، رمز، مشترک علوم مهندسی، مهندسی مخابرات، پست)

۱۶ـ هزارواژهٔ علوم مهندسی ۳ (مجموعه‌واژه‌های سرامیک، مهندسی عمران، مهندسی محیط‌زیست و انرژی، مهندسی نقشه‌برداری، هوافضا)

۱۷ـ هزارواژهٔ تغذیه، علوم و فناوری غذا ۱ (مجموعه‌واژه‌های تغذیه و علوم فناوری غذا)

۱۸ـ هزارواژهٔ ریاضی ۱

۱۹ـ هزارواژهٔ گردشگری و جهانگردی ۱

۲۰ـ هزارواژهٔ پزشکی ۳ (مجموعه‌واژه‌های اَرتاپزشکی، اعتیاد، روان‌شناسی، علوم پایهٔ پزشکی، علوم تشریحی، علوم دارویی، علوم سلامت، مهندسی پزشکی، میکرب‌شناسی)

۲۱ـ هزارواژهٔ زبان‌شناسی

۲۲ـ هزارواژهٔ زیست‌شناسی ۲ (مجموعه‌واژه‌های زیست‌شناسی، ژن‌شناسی و زیست‌فنّاوری، زیست‌شناسی: شاخهٔ علوم گیاهی، زیست‌شناسی: شاخهٔ پروتگان‌شناسی، جانورشناسی، گیاهان دارویی)

۲۳ـ هزارواژهٔ علوم انسانی ۲ (مجموعه‌واژه‌های آینده‌پژوهی، اقتصاد، باستان‌شناسی، جامعه‌شناسی، جغرافیای سیاسی، حقوق، زبان‌شناسی، علوم سیاسی و روابط بین‌الملل، علوم کتابداری و اطلاع‌رسانی، مدیریت پروژه، مدیریت فنّاوری، مطالعات زنان)